# شيغيو ياناغيدا
شيغيو ياناغيدا (باليابانية: 柳田殖生؛ بالكانا: やなぎだ しげお) هو لاعب كرة قاعدة ياباني، ولد في 31 مارس 1982 في نيشيواكا في اليابان.

## وصلات خارجية
- شيغيو ياناغيدا على موقع الدوري الياباني لكرة القاعدة (الإنجليزية)
- شيغيو ياناغيدا على موقعبيزبول رفرنس.كوم (الدوري الثانوي) (الإنجليزية)